# Parque nacional de Göygöl
Parque Nacional de Göygöl (en azerí: Göygöl Milli Parkı) es un parque nacional en Azerbaiyán. Fue establecido por el decreto del Presidente de Azerbaiyán, Ilham Aliyev, en una zona en el distrito de Göygöl el 1 de abril de 2008, sobre la base de la antigua Reserva natural Göy-Göl que se estableció en 1925 y que fue sustituida y ampliada, de una superficie de 12.755 hectáreas (127,55 kilómetros cuadrados) de la reserva estatal anterior a su superficie actual de 6.739 hectáreas (67,39 kilómetros cuadrados) y ahora con el estatus de un parque nacional.
El parque nacional incluye uno de los más bellos y más limpios lagos en Azerbaiyán, el Lago Göygöl. El área está destinada a proteger el ecosistema natural de las zonas subalpinas de la vertiente norte del Cáucaso Menor. Durante la era soviética, había sido privado de su estatus de reserva, pero fue restaurada después.

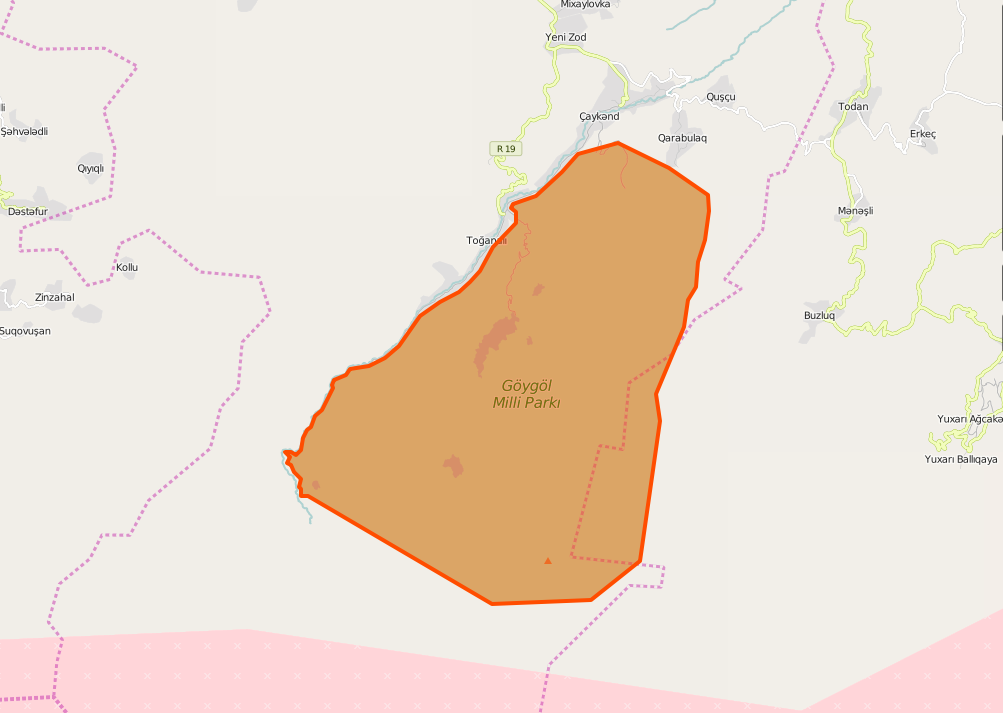
Mapa del parque nacional de Göygöl.